# Айтхожина, Марфуга Галиевна
Марфуга Галиевна Айтхожина (каз. Марфуға Ғалиқызы Айтхожа; род. 25.8.1936, ныне г. Кульджа, КНР) — казахская поэтесса и журналистка. Заслуженный деятель Казахстана (2009), лауреат Государственной премии Казахстана (2002).

## Биография
Марфуга Айтхожина родилась 25 августа 1936 года в городе Кульджа (Китайская Республика). Отец – Айткожин Гали был поэтом . Мать – Би-Фатима Смагулкызы. 
В 1956 году окончила Кульджинскую женскую педагогическую гимназию, затем преподавала в ней. В 1958 году вместе с семьёй переехала в СССР. В 1965 году окончила отделение журналистики Казахского государственного университета, а в 1971 году — Высшие литературные курсы в Москве. С 1961 по 1969 годы была сотрудником газет «Қазақ әдебиеті», «Қазақстан мүғалімі».
- Хобби – шитье и рисование.
- Литературные пристрастия – А.С. Пушкин, А. Кунанбаев.
- Дочери поэтессы – Айтхожина Алия ; Жанбота. Она имеет 4 внуков.
- Владеет 3 языками[4].

## Творчество
Первый сборник стихов «Балқұрақ» издала в 1962 году. Вышли в свет книги «Шыңдағы жазу» (1964), «Жастық шақ» (1968), «Аққуым менің» (1971), «Қаракөз айым» (1973), «Баянжүрек» (1974), «Көзімнің қарасы» (1975), «Ақ бесігім» (1978), «Жарқыра, менің жұлдызым» (1980), «Қыран жеткен» (1985), «Таңдамалы» (1986), «Сағыныш сазы» (1990, Урумчи), «Жапырақ сілкінген кеш» (1992). Постоянный автор зарубежных журналов, антологий и альманахов, таких как «Молодая гвардия» (Москва), «Антология поэзии» (Париж), изданий на немецком, французском, арабском и других языках. Произведения Айтхожиной переведены на болгарский, польский, венгерский, чешский и другие языки. Айтхожина перевела на казахский язык стихи Билала Назыма, Те Лан Гина, Зульфии, Назыма Хикмета, стихи монгольских, русских, арабских, киргизских, татарских, башкирских, венгерских, украинских поэтов. Награждена орденом «Знак почета». Она является постоянным автором зарубежных журналов и сборников, таких как «Молодая гвардия» (Москва), «Антология поэзии» (Париж), «Лотос» (Каир). Участвовала в конференции Литература восточных народов (Далян  в 2002 г.), (2004 г., Япония), Международный литературный  форум (2006 г., Сеул).

## Сборник стихов
- "Балқұрақ"
- "Шыңдағы жазу"
- "Жастық шақ"
- "Аққуым менің"
- "Қаракөз айым"
- "Баянжүрек"
- "Көзімнің қарасы"
- "Ақ бесігім"
- "Жарқыра, менің жұлдызым"
- "Қыран жеткен"
- "Таңдамалы"
- "Сағыныш сазы"
- "Жапырақ сілкінген кеш"
- "Аңсау"
- "Аққу жүрек"

## Произведения на русском
- "Утверждение"
- "Голубые голуби"
- "Струна степей"
- "Горсть земли"
- "Украшение коня"
- "Летние росы"[5]

## Награды
- 1979 — Лауреат премии Николая Вапсарова за книгу стихов «Голубой Дунай»
- 1986 — Орден «Знак Почёта» (СССР)
- 1998 — Орден Парасат[6]
- 1998 — Почетной грамотой государства Пакистан за цикл стихов и романсов «Исламабад аспаны»
- 2002 — Лауреат Государственный премии РК за сборник стихов «Ансау»
- 2009 — Заслуженный деятель Казахстана
- 2011 — Медаль «20 лет независимости Республики Казахстан»[7]
- 2018 — Юбилейная медаль «20 жыл Астана»[8]
- Почетный профессор Казахский национальный педагогический университет имени Абая (с 2007)
- Член Союза писателей Казахстана (с 1968)
- Имеет звание Кембриджского университета «Международный профессионал 2007 года» за выдающийся вклад в казахскую литературу.
- 2017 — Присвоение звания «Почетный гражданин города Алматы»[9]
- 2019 — Орден «Барыс» 2 степени[10]